# 富丘川
富丘川（とみおかかわ）は、北海道札幌市手稲区を流れる新川水系中の川支流の準用河川である。アイヌ語ではヌㇷ゚・ウトゥル・クㇱ・ナイ（野の間を通る川）と呼ばれていた。

## 流路
手稲山系の北東に位置する、北海道札幌市手稲区手稲富丘にある谷に源を発し東に向かって流れ麓に出る。緩く蛇行しながら市街部を北東へと流れる。国道5号の地下を南東に約100メートル流れ、富丘2条4丁目で流路を直線にして北東に流れる。函館本線の手前で90度向きを変えて右に曲がり、直後に中の川に合流する。

## 治水
小河川であり市街部は護岸されているが河川敷がない。1998年9月16日には台風の大雨の影響で中の川との合流点が溢れ、これを機に合流点に排水機場が設置された。

## 橋梁
- 札樽自動車道
- 富丘6号橋
- 富丘5号橋
- 富丘4号橋
- 富丘3号橋
- 富丘2号橋
- 富丘高台橋
- 富丘1号橋
- 暗渠 - 国道5号、北5条手稲通
- （橋）
- （橋）
- （橋）
- （橋）
- （橋）
- 富丘あづま橋
- 富丘東公園橋
- 追分橋